# Andrés de Oviedo
Andrés de Oviedo (Illescas, 1518 – Fremona, 29 giugno 1577) è stato un patriarca cattolico e gesuita spagnolo.
Ordinato vescovo nel 1555, fu inviato in missione speciale come vescovo e poi come secondo patriarca latino d'Etiopia, in vista di una riunificazione della locale Chiesa copta con la Chiesa di Roma.

## Biografia

### Gioventù e formazione
Laureato in Arte presso l'Università di Alcalá, il 19 giugno 1541 Andrés de Oviedo entrò nella Compagnia di Gesù di Ignazio di Loyola, pochi mesi dopo l'approvazione ufficiale del nuovo ordine religioso. Secondo altre fonti, invece, entrò nell'ordine nel 1549.
Inviato lo stesso anno a studiare teologia all'Università di Parigi (1541), dovette lasciare la città quando la guerra tra Francia e Spagna rese impossibile per uno studente spagnolo rimanere in sede. Continuò a studiare teologia all'Università di Lovanio (Louvain), nei Paesi Bassi meridionali (allora sotto la dominazione spagnola) dal 1542 al 1544, poi a Coimbra dal 1544 al 1545). Nel 1545 fece parte del gruppo fondatore dello scolasticato voluto da Francesco Borgia a Gandia; ne fu il primo rettore (1547). Portato a un'intensa vita mistica, fu tentato da una vita di solitudine e lunghe ore di preghiera. Sognava, in compagnia di Francisco Onfroy, di ritirarsi definitivamente come eremita nel deserto. Ignazio di Loyola lo dissuase fortemente.
Accompagnò il duca Francesco Borgia a Roma per l'anno giubilare del 1550. L'anno successivo fece parte del gruppo fondatore del primo collegio dei gesuiti a Napoli e ne fu il rettore.

### Missione in Etiopia
Su richiesta pressante del re Giovanni III del Portogallo, che desiderava rispondere ad una richiesta pervenutagli dall'imperatore Claudio d'Etiopia, fu preparata una delegazione apostolica di alto livello, a Roma, per andare in Etiopia a prendere contatto con i dignitari ecclesiastici della Chiesa locale. Il gesuita portoghese João Nunes Barreto fu nominato patriarca latino di Etiopia, mentre Andrés de Oviedo fu come nominato come suo ausiliare e coadiutore (e di conseguenza successore al patriarcato) il 23 gennaio 1555 e gli fu assegnata la sede titolare di Gerapoli di Frigia. Furono loro due ad essere ordinati vescovi per la missione dell'Etiopia, nella Chiesa della Trinità, a Lisbona, il 5 maggio 1555, dal vescovo di Portalegre Julião de Alva. L'evento fu di grande importanza e la famiglia reale presenziò con tutta la corte.
Oviedo, Barreto e altri otto missionari gesuiti lasciarono Lisbona il 30 marzo 1556, diretti a Goa, nelle Indie portoghesi. Vi giunsero il 13 settembre. A Goa le notizie che arrivavano dall'Etiopia non erano buone, la situazione non era come era stata loro descritta in Portogallo. Divenne chiaro che l'imperatore Claudio (Atanaf Sagad) non desiderava sottomettersi all'autorità del Papa. Date le circostanze si ritenne prudente evitare che Barreto, in qualità di patriarca, si recasse in Etiopia. Spettò a Oviedo guidare il gruppo di cinque missionari in partenza da Goa il 16 febbraio 1557 per arrivare al porto di Arquico (Etiopia) a fine marzo. Vennero molto civilmente accolti dall'imperatore. Non riuscendo a convincerlo a diventare cattolico, Oviedo suggerì di organizzare dibattiti religiosi con i monaci etiopi in sua presenza. Siccome ciò non avvenne, decise di comporre e diffondere una difesa scritta del primato del romano pontefice, con una critica degli errori dei cosiddetti scismatici.
All'imperatore Claudio succedette, nel 1559, a suo fratello Minas (Adamas Sagad) che inizialmente accolse Oviedo con cortesia. Successivamente, irritato dalla conversione di diverse personalità, convocò Oviedo e gli vietò di predicare la fede cattolica in Etiopia. Alla morte di Minas (nel febbraio 1562) suo figlio Malach Sagad si mostrò meno ostile nei confronti dei missionari che considerava "santi e studiosi", ma non ci fu mai alcuna possibilità che divenisse cattolico. 
Dopo la morte di Barreto a Goa, il 22 dicembre 1562 Oviedo gli succedette come patriarca latino dell'Etiopia. Tuttavia, convinto dell'inutilità della sua presenza a corte, si ritirò a Fremona, villaggio creato nel Tigré per la comunità cattolica di origine portoghese.

### Fine e fallimento della missione
Quando Pio V venne a sapere che la missione di riunificazione con a Roma si stava rivelando un fallimento, decise, con un breve del 2 febbraio 1566, di inviare Oviedo in Estremo Oriente (Giappone e Cina), se gli fosse stato possibile lasciare l'Etiopia senza mettere in pericolo la propria vita. Oviedo rispose al Papa (il 15 giugno 1567) che i turchi impedivano qualsiasi uscita dall'Etiopia via mare. Rimase a Fremona predicando e scrivendo, tra l'altro, un trattato sul primato della Chiesa romana, avendo sempre a cuore quello che era il punto di partenza della sua missione. Coltivò egli stesso la terra per garantire la propria sussistenza e per aiutare i poveri e gli ammalati della piccola colonia cattolica portoghese.
Andrés de Oviedo morì a Fremona il 29 giugno 1577 o il 9 luglio 1577. Dopo la sua morte non venne ritrovato nulla nella capanna dove abitava, perché aveva donato tutti suoi averi. Ammirato per le sue virtù e morto in odore di santità, una causa di beatificazione fu aperta nel 1630, senza dare esiti.

## Opere
- De Romanae Ecclesiae Primatu deque erroribus Abassinorum (in lingua amarica)

## Genealogia episcopale
La genealogia episcopale è:
- Vescovo Julião de Alva
- Patriarca Andrés de Oviedo